# مترو ژنگژو
مترو ژنگژو (چینی ساده‌شده: 郑州地铁; چینی سنتی: 鄭州地鐵; پین‌یین: Zhèngzhōu Dìtiě) سیستم قطار شهری زیرزمینی در شهر ژنگژو، استان هنان، چین است.
این مترو که در سال ۲۰۱۳ تأسیس شده دارای ۱۳ خط، ۲۸۴ ایستگاه و ۴۵۰ کیلومتر طول است.

## نگارخانه

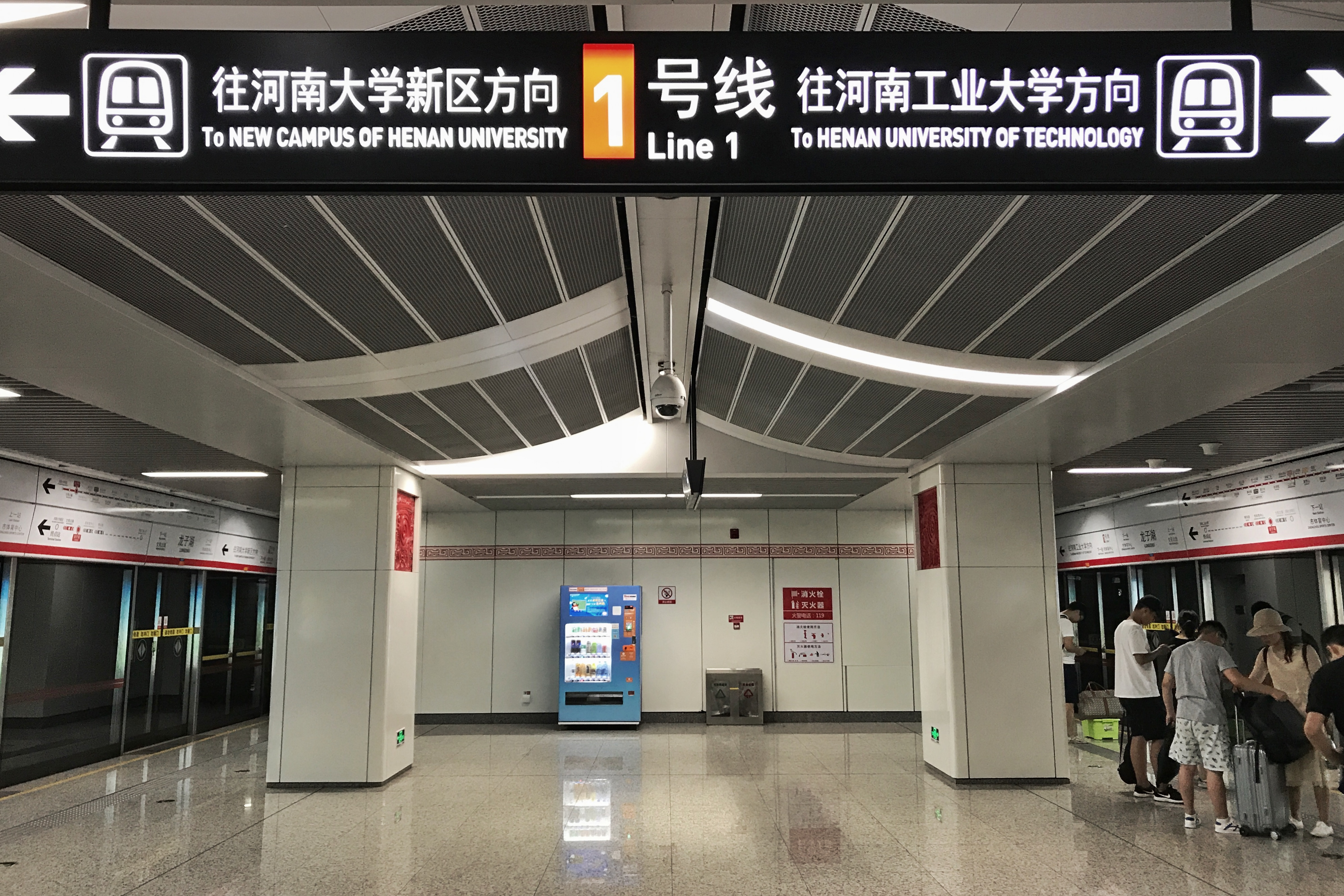
ایستگاه لونگزیهو در خط ۱
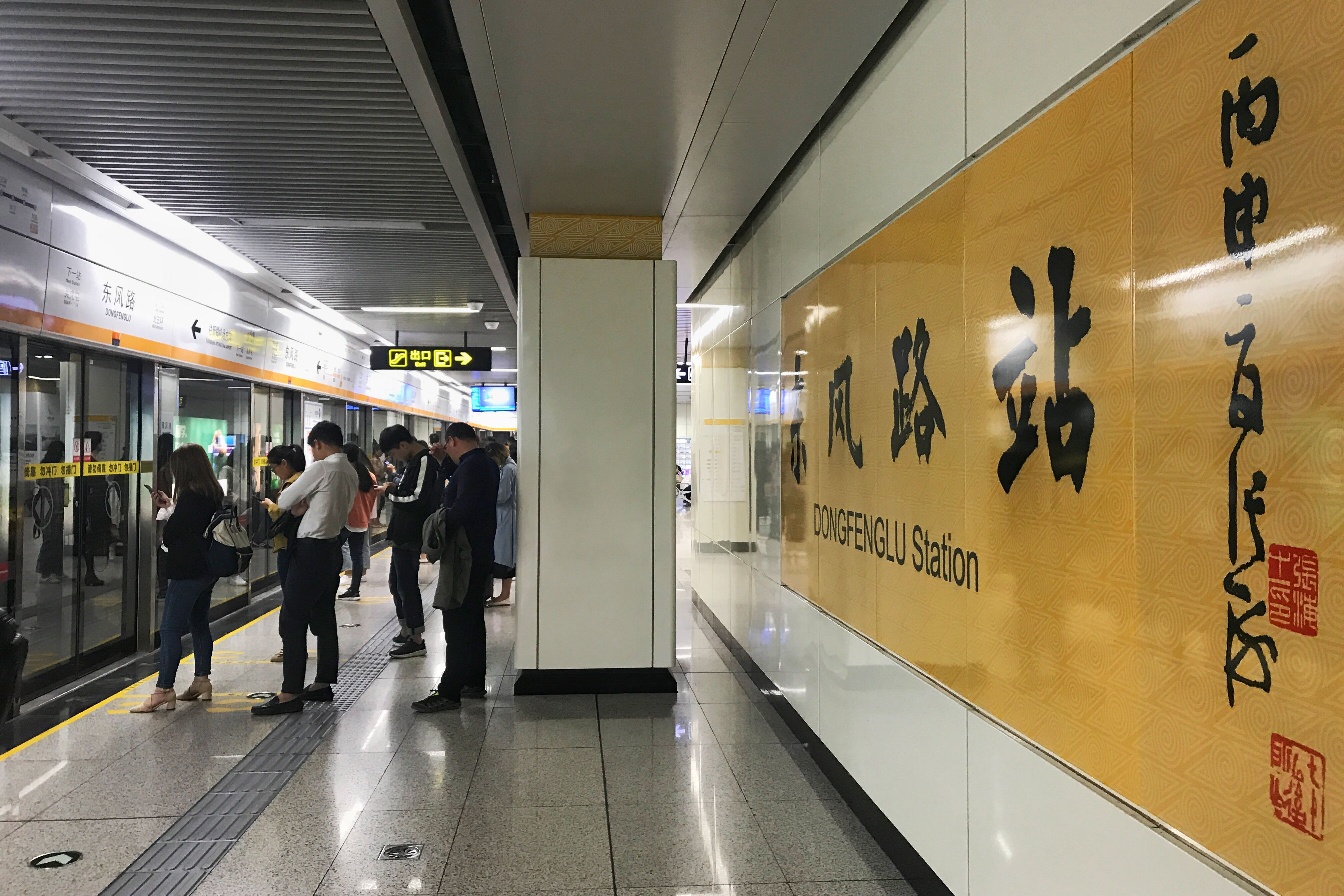
ایستگاه دونگفنگلو در خط ۲
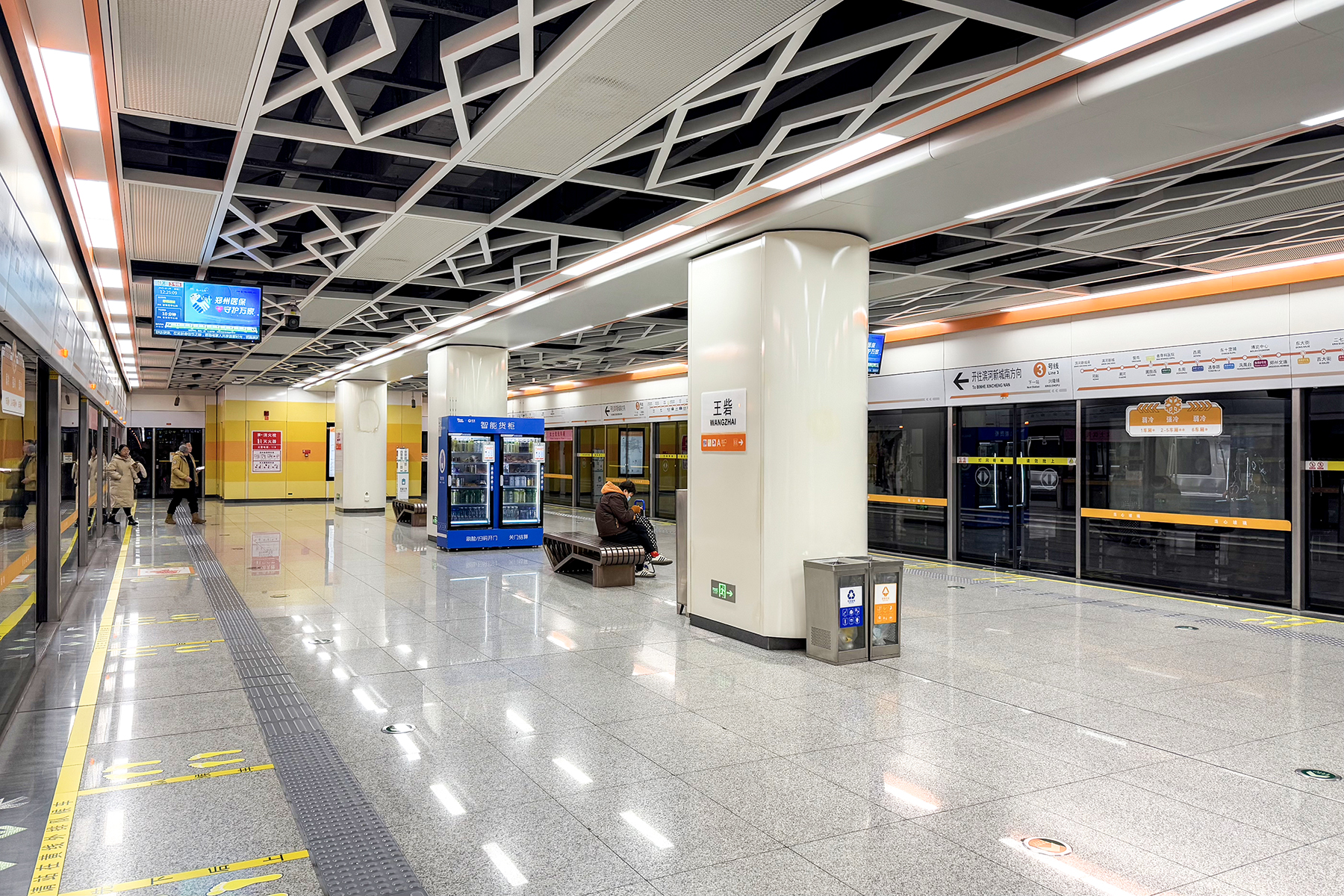
ایستگاه وانگژای در خط ۳
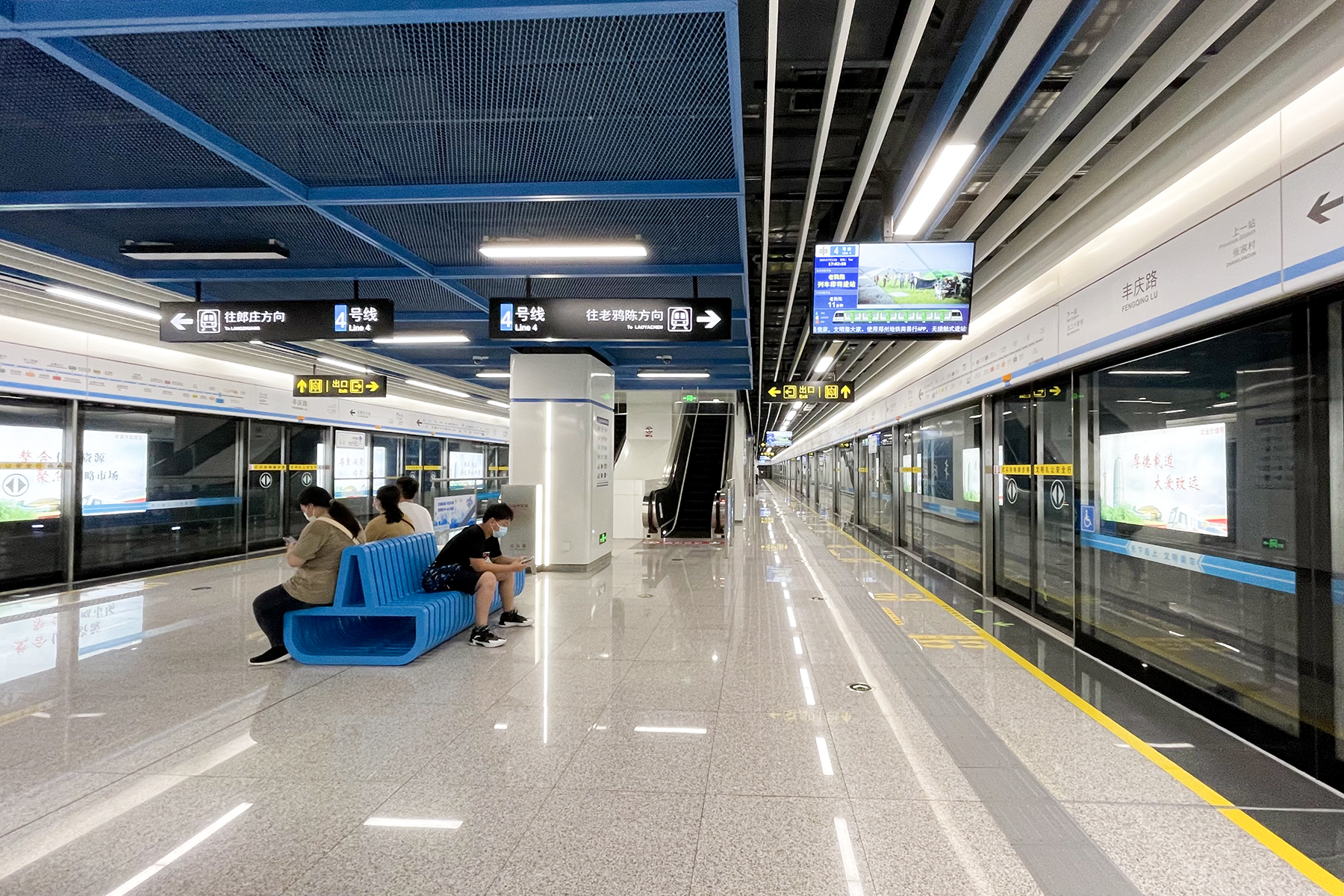
ایستگاه فنگچینگلو در خط ۴
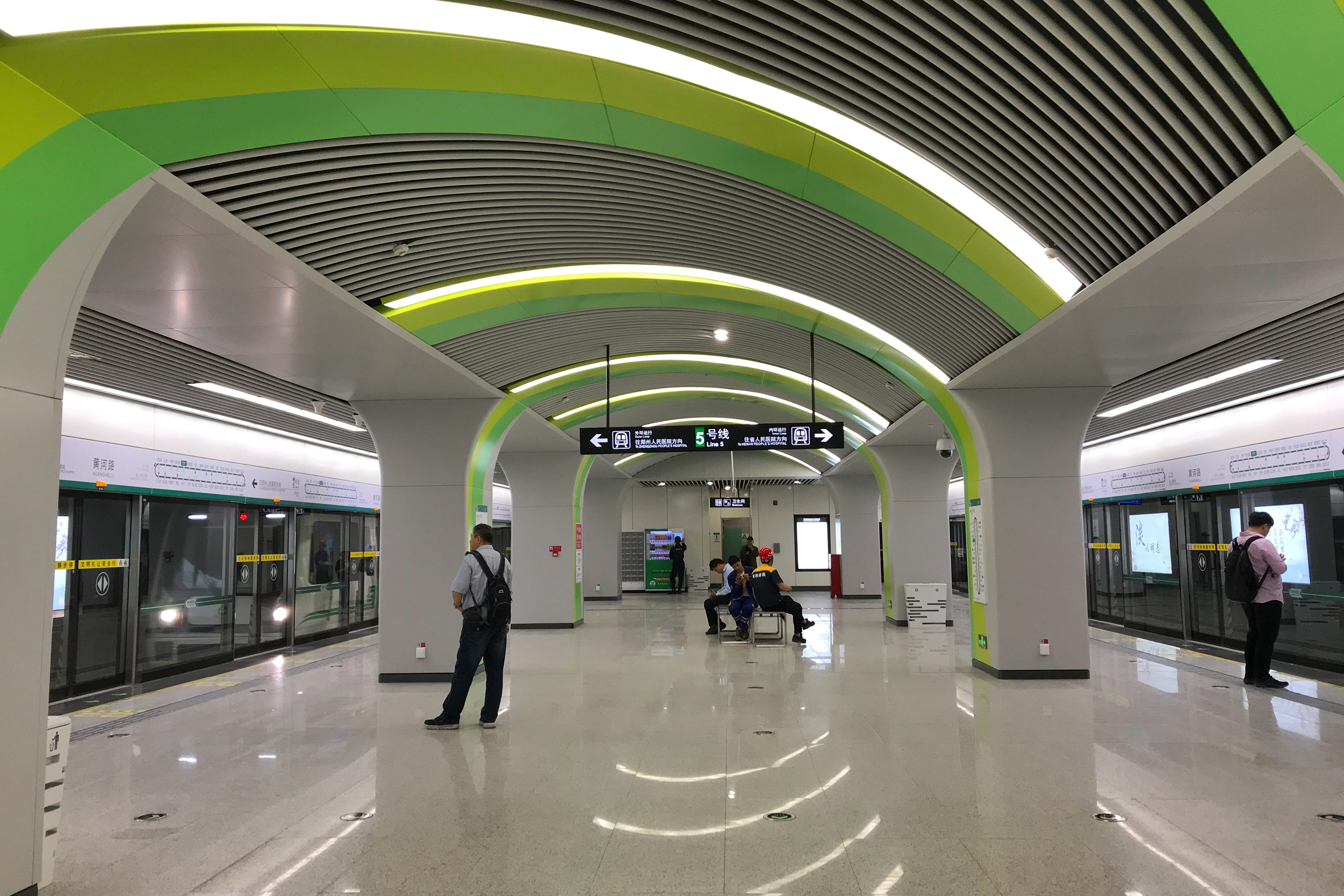
ایستگاه هوانگهلو در خط ۵
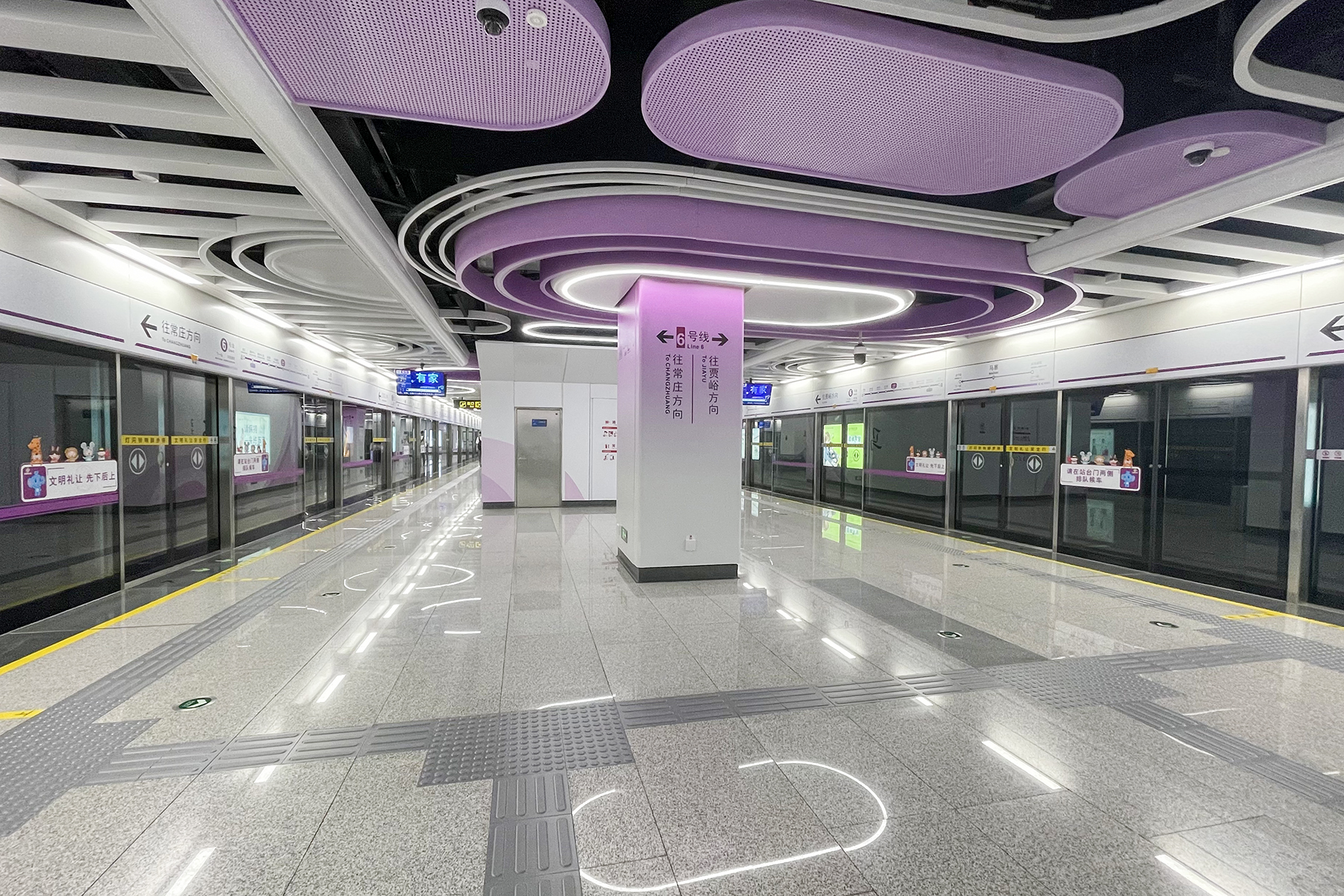
ایستگاه ماژای در خط ۶
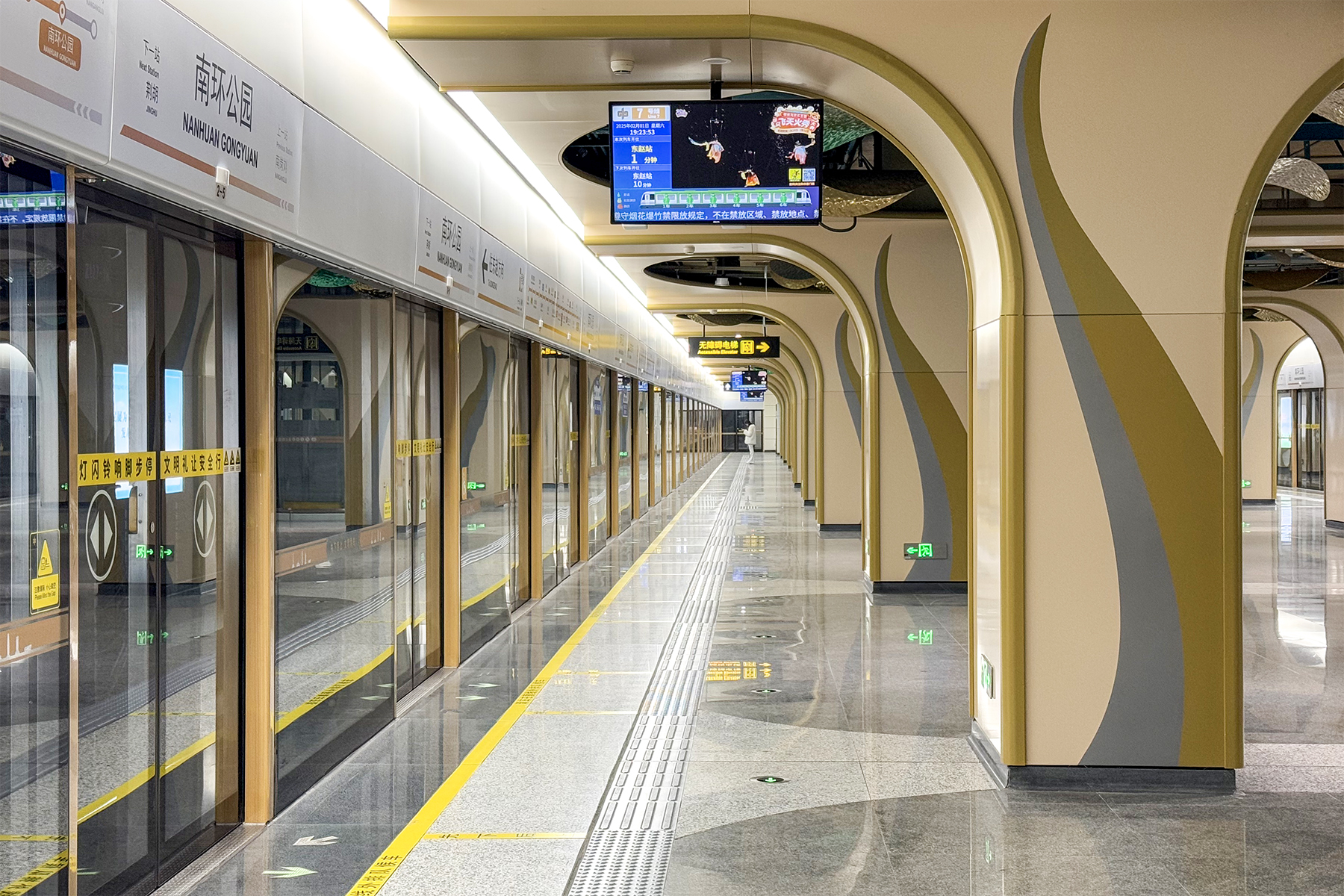
ایستگاه نانهوان گونگیوان در خط ۷
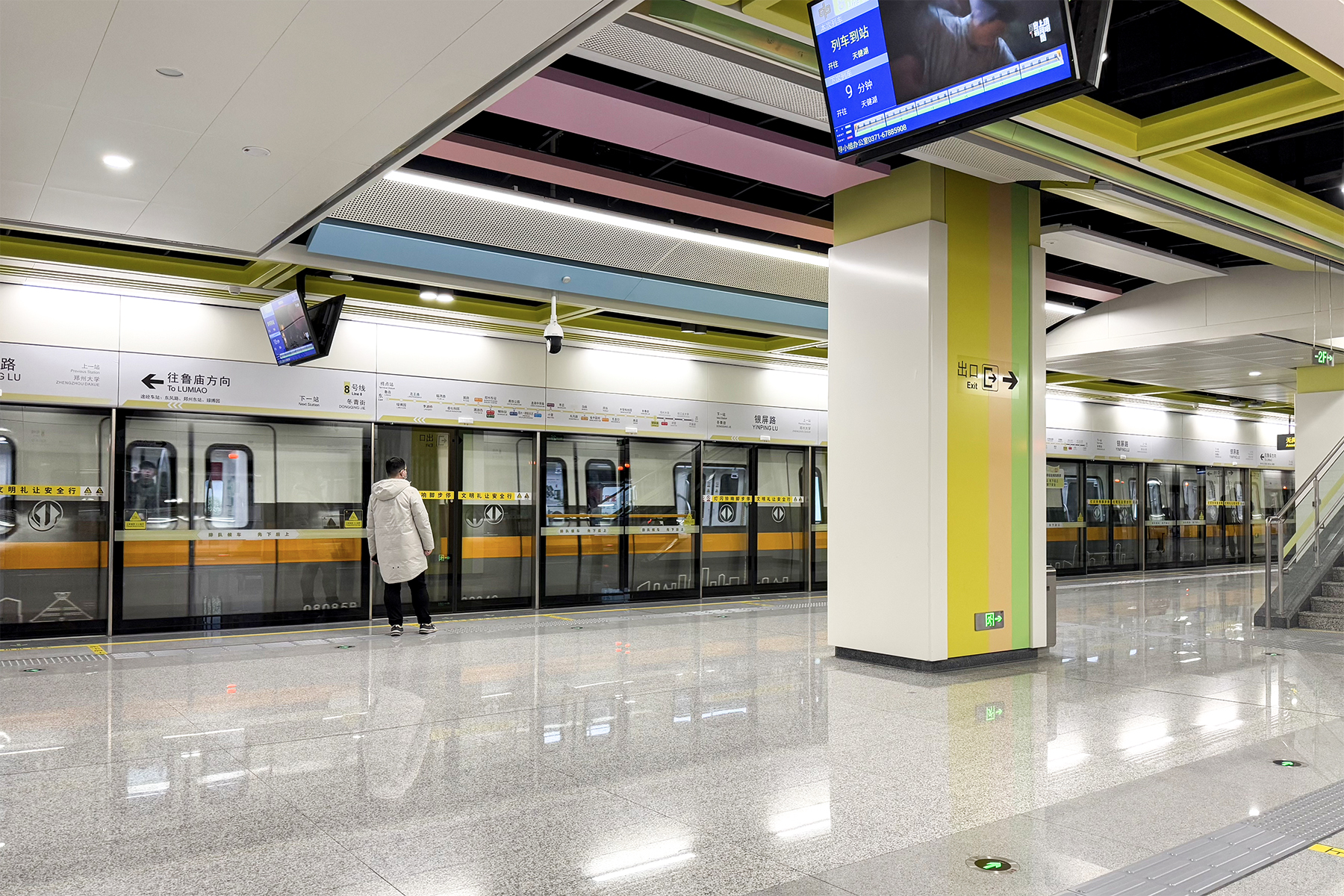
ایستگاه یینپینگ لو در خط ۸
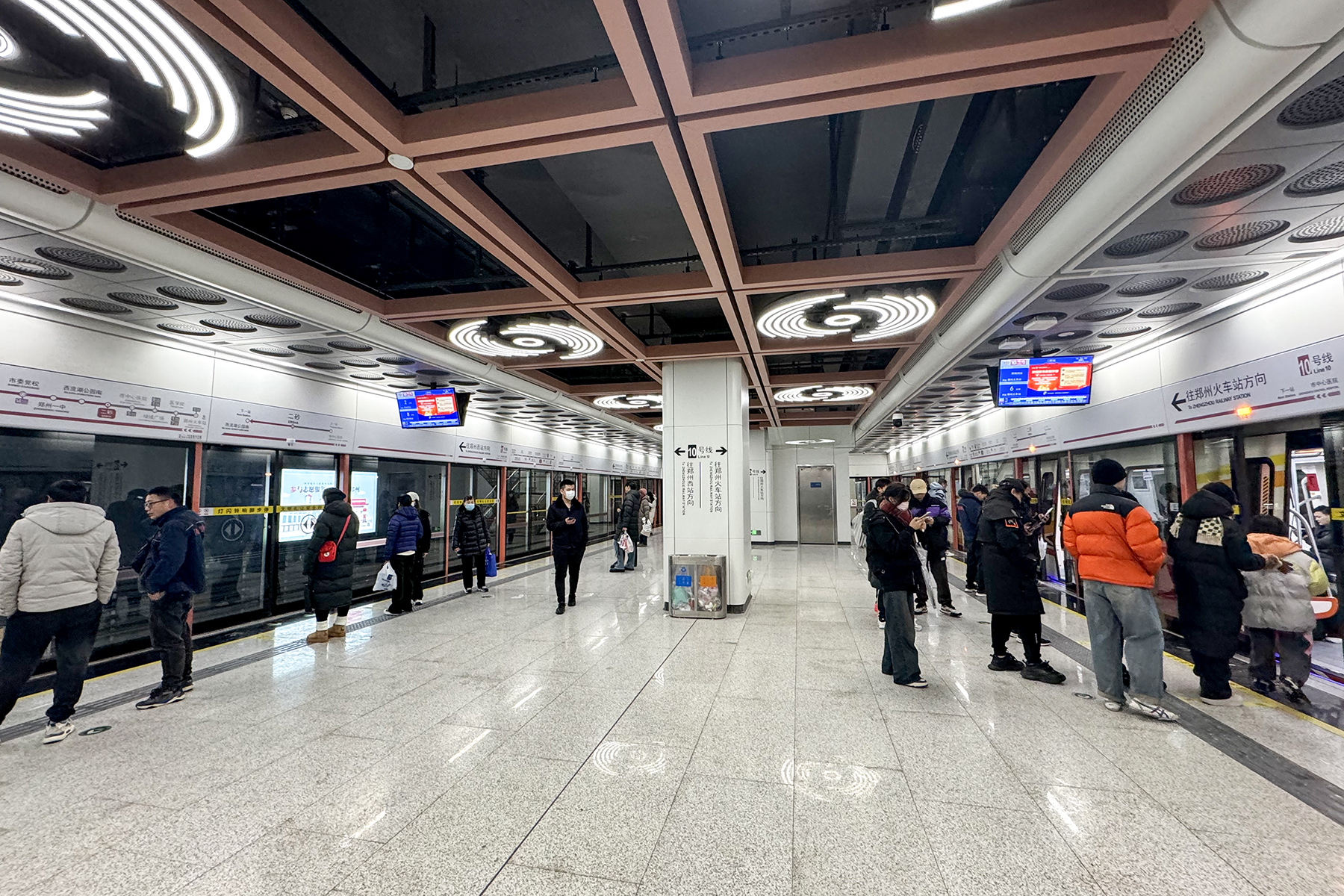
ایستگاه ارشا در خط ۱۰
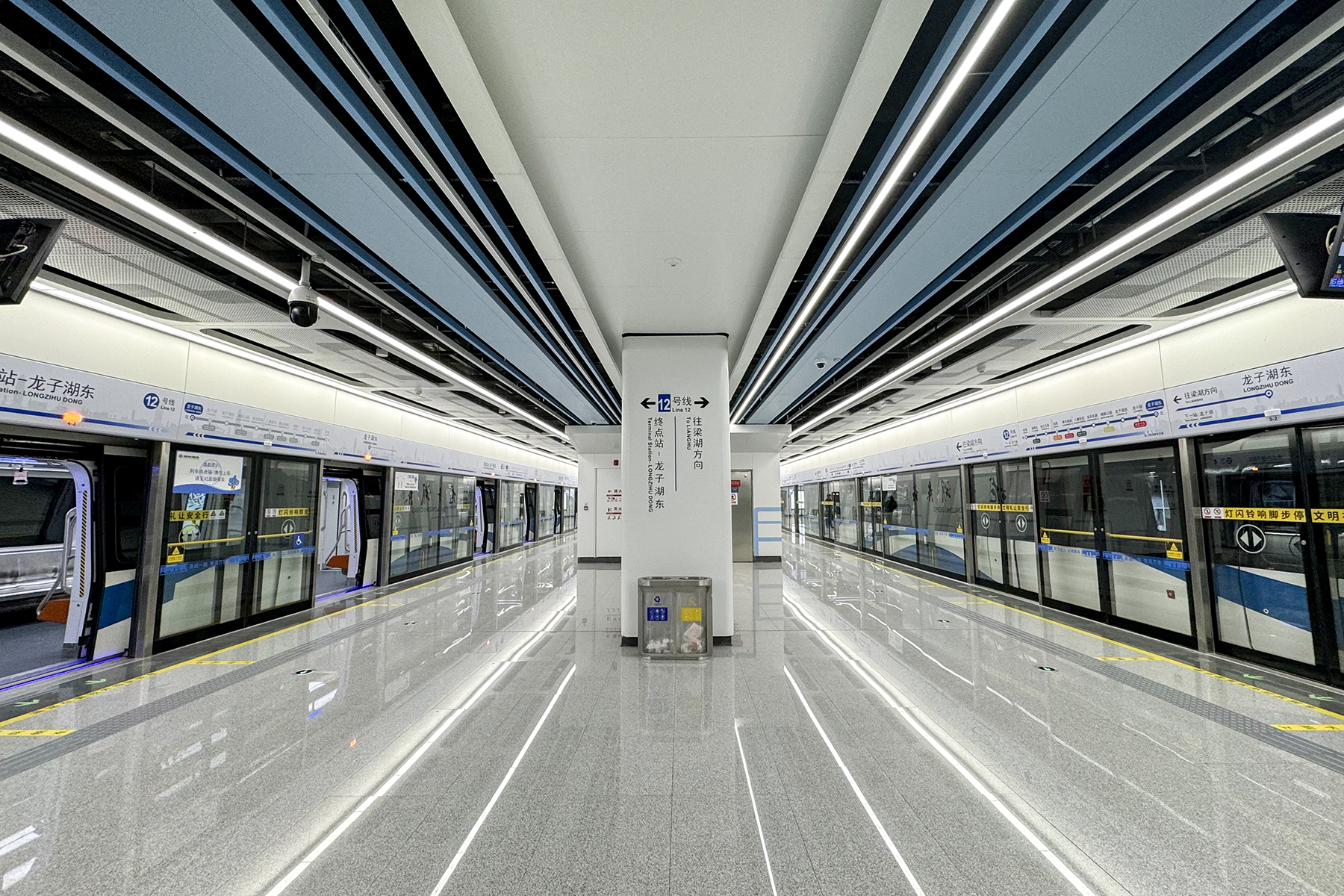
ایستگاه لونگزیهو دونگ در خط ۱۲
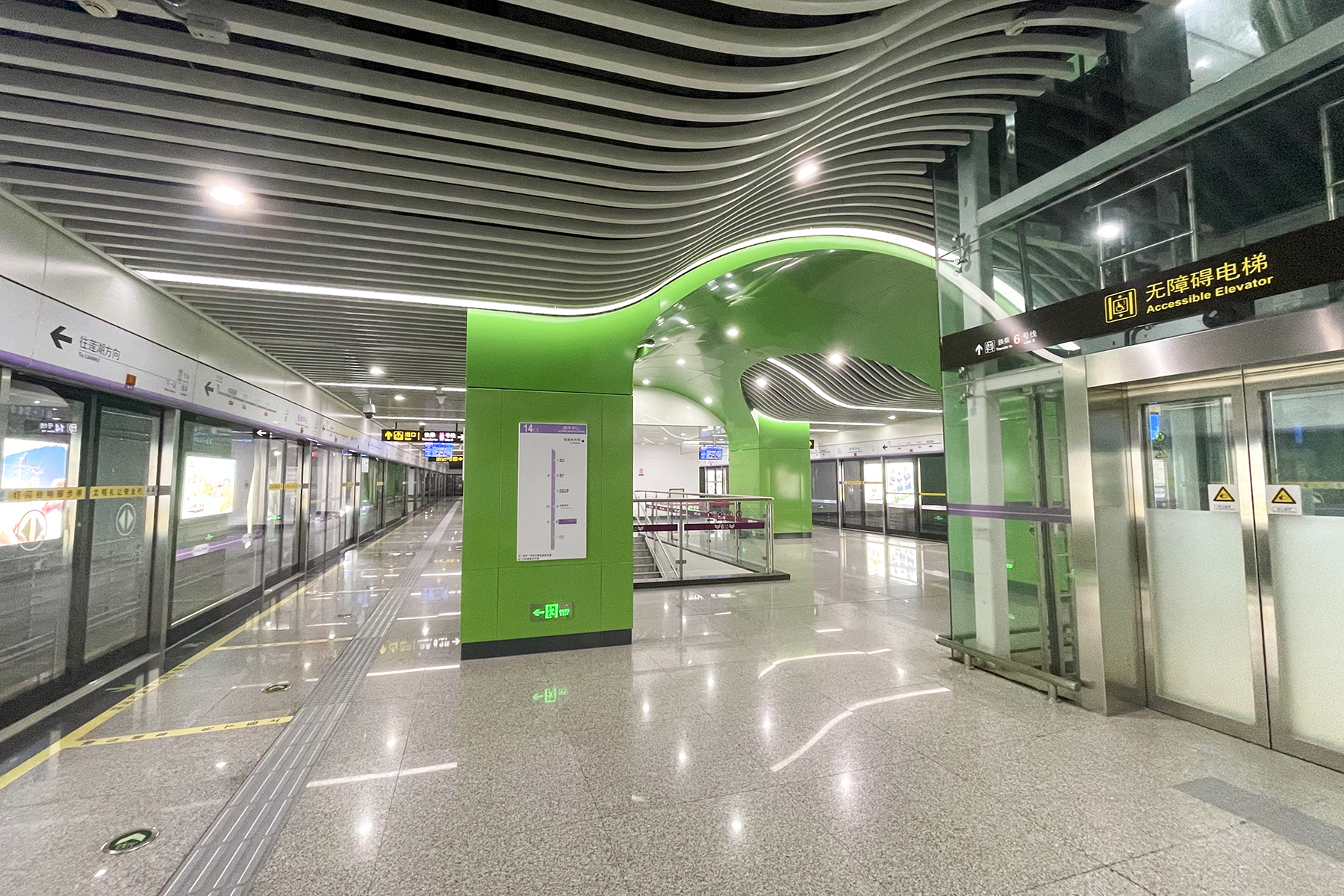
ایستگاه مرکز ورزش‌های المپیک در خط ۱۴
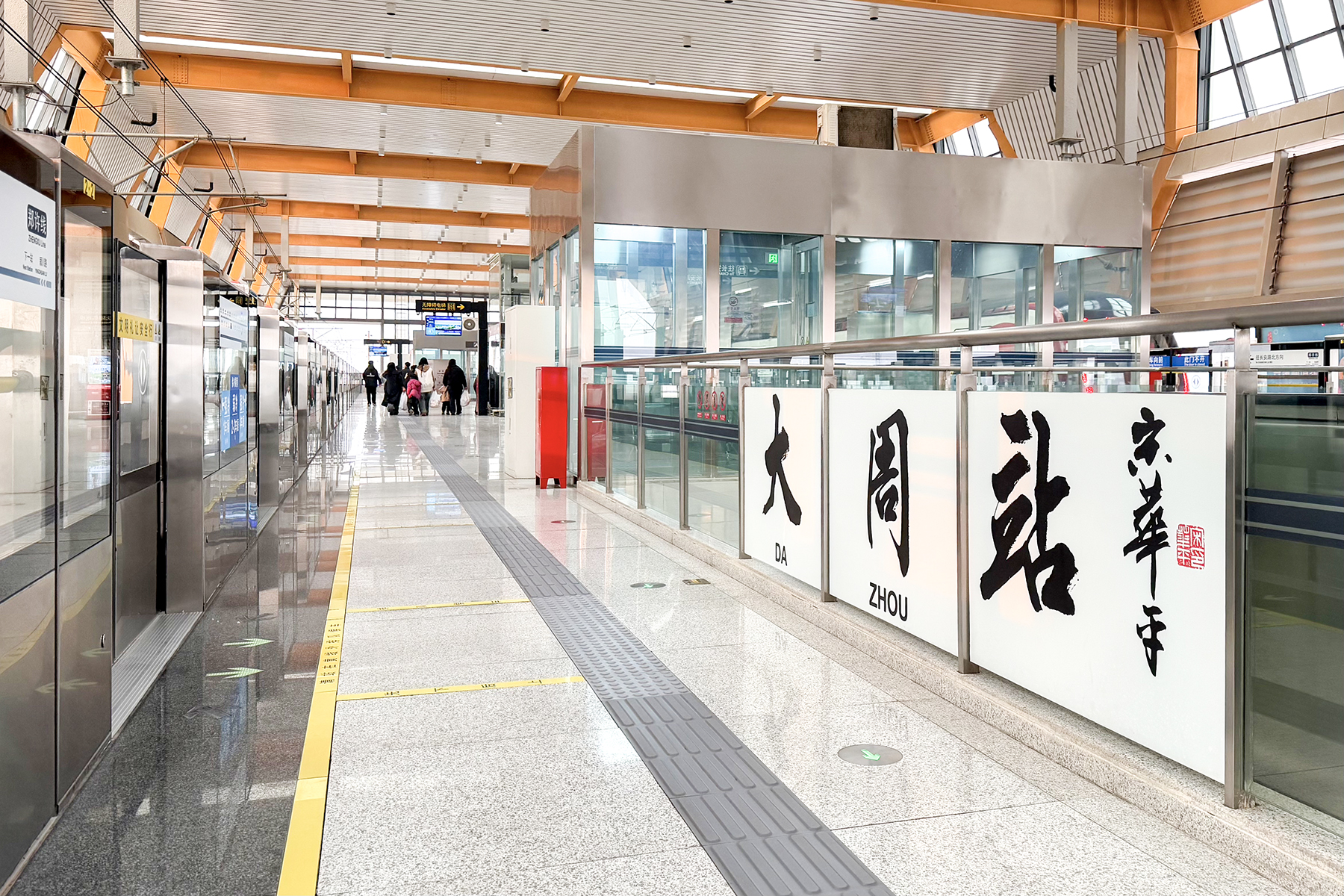
ایستگاه داژو در خط ژنگشو
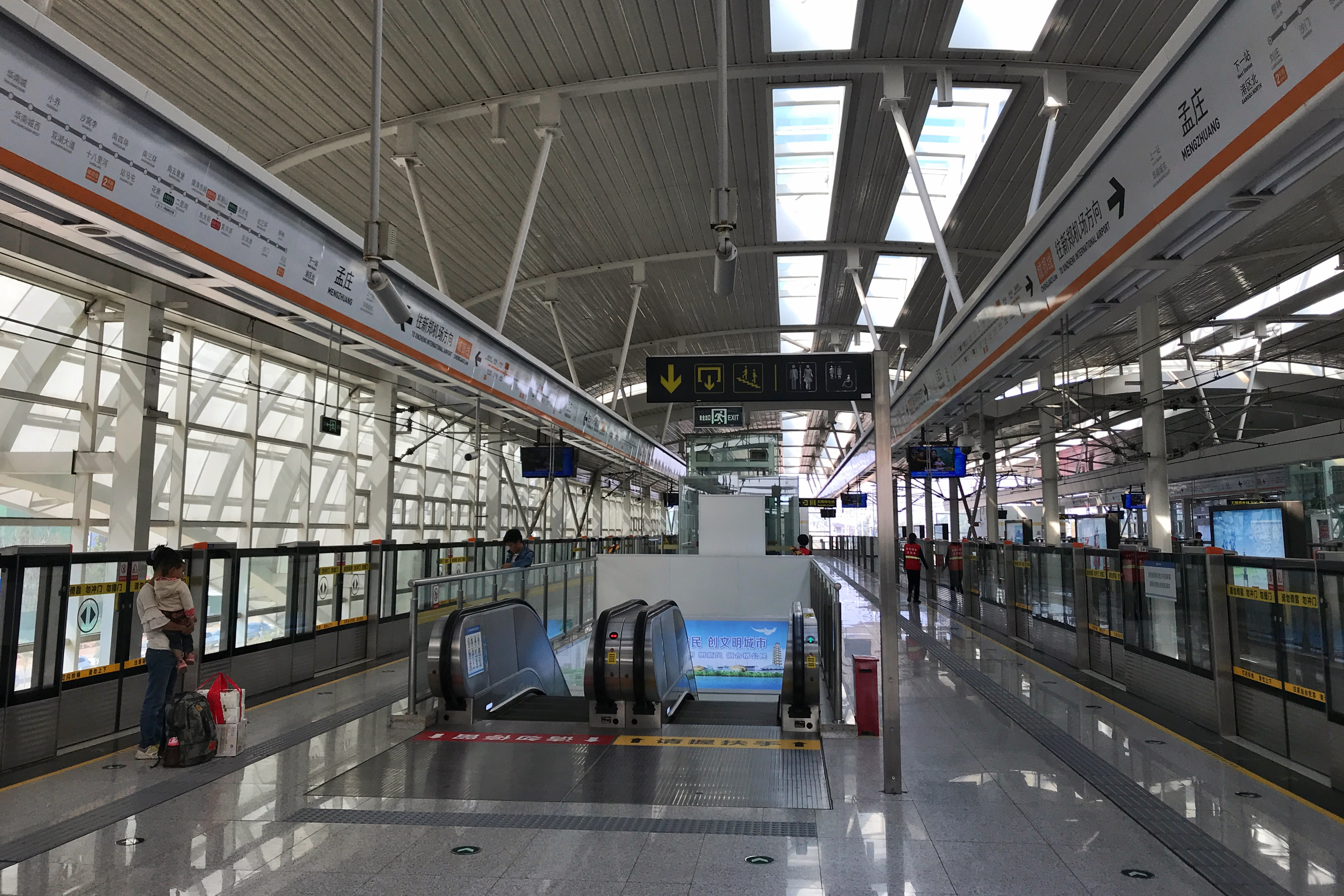
ایستگاه منگژوانگ در خط چنگجیائو